# Cartes (Apple)
Cartes (Portefeuille au Québec) est une application développée par Apple sortie le 15 septembre 2012 lors de la sortie d'iOS 6 servant de portefeuille numérique. À ce titre, elle peut stocker des coupons, des cartes d'embarquement, des cartes étudiantes, des papiers d'identité, des entrées pour des événements, des clés de voiture ou de maison, des titres de transport, ou des cartes de fidélité. 

## Histoire
Le nom initial de cette application était « Passbook » et elle a été annoncée le 11 juin 2012 lors de la conférence annuel des développeurs d'Apple (WWDC) de 2012. L’application n’existe pas en tans que telle sur les iPad mais dispose d’une section dans les réglages de l’appareil. 
À partir d'iOS 8.1, il est possible d'y ajouter une carte de débit, une carte de crédit et des cartes prépayées en utilisant Apple Pay.
Le nom a changé trois ans plus tard à la sortie d'iOS 9 le 16 septembre 2015 pour devenir « Wallet ». Ce changement de nom a été annoncé quelques mois plus tôt lors de la WWDC,. 
Depuis la sortie d'iOS 15 en septembre 2021, l'application est renommée « Cartes » en français mais devient « Portefeuille » au Québec.
Avec watchOS 2, il est possible d'ajouter des cartes d'embarquement dans l'application Cartes depuis un mail sur l'Apple Watch.
En 2022, Apple ajoute une nouvelle fonctionnalité avec iOS 15.5 permettant d’ajouter une carte « Apple Account » dans l’application pour payer avec son solde App Store plus facilement. Pour le moment cette fonctionnalité est disponible uniquement aux États Unis. Cette fonctionnalité est étendu au Japon, puis au Canada et en Australie avec iOS 17.6 lancé en Juillet 2024. Il remplace les iTunes Pass, lancé par Apple en 2014 qui permettait de payer avec une carte iTunes dematérialisé dans les magasins Apple.
Le stockage de la carte d'identité est possible dans l'application mais uniquement aux États-Unis pour le moment. La fonction arrivera au Japon courant 2025.
Depuis le 21 mai 2024, il est possible de matérialiser son Pass Navigo sur Cartes ainsi que d’acheter ses titres directement depuis l’application, c’est le premier réseau français accueillant cette fonctionnalité.

## Fonctionnalités
Depuis iOS 9, Cartes peuvent afficher des codes-barres au format Aztec, PDF417, QR 2D et code 128. Chaque coupon ou billet est connu comme étant une « carte ».
Les systèmes et applications interagissent normalement avec une carte au moyen de l'API PassKit (qui permet également aux développeurs d'interagir avec Apple Pay).
Il existe également des services en ligne permettant de générer des Pass"générique" pour les cartes qui ne sont pas supportées par une application officielle.
Depuis iOS 16, Apple a ouvert la possibilité au suivi de commandes et de livraison depuis l'application, pour les partenaires participant.
iOS 17.1, permet désormais d'utiliser la fonctionnalité "Tap To Pay", qui consiste à pouvoir payer un commerçant (possédant un iPhone XS ou ultérieur) directement en approchant les deux iPhone. 
Il est également possible pour les utilisateurs aux Etats Unis, d'envoyer et de recevoir de l'argent via la fonctionnalité Apple Cash (sur iMessage par exemple). Ou encore, depuis iOS 17.4 de créer des cartes virtuelles pour payer lorsque Apple Pay n'est pas disponible, 
iOS 18, intègre la fonctionnalité "Tap To Cash", qui permet, à l'instar de NameDrop ou encore Tap To Pay présenté quelques mois auparavant, d'envoyer de l'argent en particulier, juste en approchant deux iPhone. Cette mise à jour améliore également les tickets d'évènements qui auront désormais plus d'informations et des recommandations d'autres applications comme une playlist pour un concert. Ces tickets évènements apparaitrons également sur l'écran verrouillé avec la fonctionnalité Live qui affichera les différentes informations de l'évènement. La mise à jour intègre également le support des points de fidélités lorsqu'un utilisateur paye en ligne. Apple Pay sera également disponible sur les navigateurs tierces grâce à un QR Code à scanner.   

## Autres systèmes
Bien que Passbook ait été créé par Apple pour iOS, il est tout à fait possible d'utiliser de la même manière les fichiers Passbook en format ".pkpass" sur le système d'exploitation mobile Android, grâce à certaines applications tierces comme PassWallet ou Pass2U.
Sur Windows Phone, il y a aussi des applications pour lire ces fichiers, telles que "All my passes", "MyPasses" ou "Wallet Pass".

## Distribution
Les passes peuvent être distribués par courrier électronique, sur une application ou sur un site web.

## Voir Plus
- Apple Pay